# Adelaida d'Anjou
Adelaida d'Anjou esmentada també com Blanca d'Anjou, o a vegades Adelaida del Gavaldà (~947 -1026) fou una dama medieval Era germana de Jofré I d'Anjou i filla de Folc II, comte d'Anjou, i de Gerberga.

## Biografia
El seu primer matrimoni fou amb el comte Esteve de Gavaldà (mort el 970) amb el que va tenir fills. En segones noces es va casar amb Ramon V de Tolosa, mort el 978.
Es va casar en terceres noces el 982 amb el jove Lluís (que més tard fou rei de França com Lluís V) a Vieille-Brioude; una gran diferència d'edat i els excessos del seu marit seran la causa del seu divorci el 984. Segons Raoul Glaber, Adelaida decebuda per les accions de Lluís, va maniobrar per abandonar-lo i fugir amb als seus. A Provença va fer dissoldre el seu matrimoni (el 983) amb el futur rei de França".

### Matrimoni amb el comte de Provença
Va anar tot seguit a Arle i es va casar de nou contra l'opinió del papa amb el comte de Provença, Guillem l'Alliberador el 984. La seva filla, Constança d'Arle (986-1032), serà reina de França pel seu matrimoni amb Robert II de França el 1003. La parella hauria tingut una segona filla Ermengarda d'Arle que es va casar amb Robert I d'Alvèrnia.

### Regència del comtat de Provença
A la mort de Guillem l'Alliberador el 993, va assegurar una llarga regència que va proporcionar a la nova noblesa l'ocasió d'aixecar-se diverses vegades contra la dinastia comtal. Hi va haver un primer aixecament el 1008, el dels fills de Niveló de Signes, vescomte de Guillem l'Alliberador; després el 1009 foren Audibert i Rainald de Châteaurenard. Aquesta nova generació nobiliària es va oposar amb violència a les donacions religioses fetes pel marquès i els membres del seu cercle. També va haver d'intervenir igualment després de la mort del nou comte Guillem II mort en el setge del castell de Fos el 1018: efectivament la situació es va far més crítica quan la família dels Fos es va alçar en una rebel·lió que va comportar la mort de comte i que va obligar a Adelaida a sol·licitar ajut extern, sobretot la del seu fill tingut en un matrimoni precedent, Guillem III de Tolosa Tallaferro, comte de Tolosa.

### Un cinquè matrimoni?

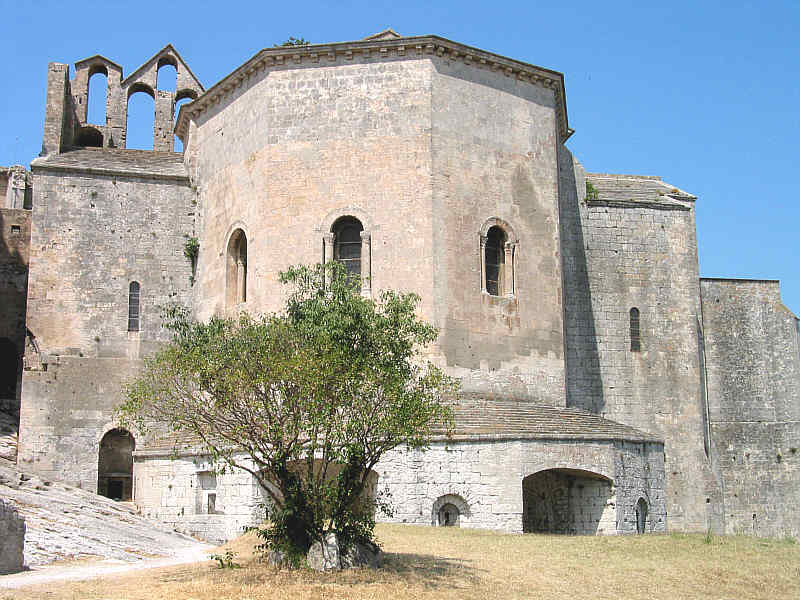
Montmajour, l'església de Nostra Senyora del, construïda sobre la primera església del començament del. Vista exterior.

La hipòtesi d'una cinquena unió d'Adélaïde d'Anjou, vídua del comte de Provença, amb Otó Guillem, comte de Borgonya i de Mâcon, va ser proposada el 1907 per René Poupardin i represa per altres historiadors posteriorment. Aquesta hipòtesi descansa de manera única sobre tres cartes. testificant simplement l'existència d'una segona esposa d'Otó Guillem de nom Adelaida i una Butlla del papa Benet VIII adreçada, entre d'altres, als dirigents seculars de Borgonya i de Provença, entre els quals Otó Guillem i Adelaida d'Anjou, sense mencionar una unió matrimonial entre ells. Aquesta hipòtesi, que no descansa sobre cap prova decisiva, s'ha d'agafar per tant amb prudència.
Va morir el 1026, potser a Avinyó, ja que l'any de la seva mort és anotat per un monjo de l'abadia de Saint-André, prop d'Avinyó. Fou inhumada a l'abadia de Montmajor. una abadia propera a Arle considerada en aquell temps com la necròpoli de la família comtal de Provença.

### Llista de fills coneguts
- D'Esteve del Gavaldà:
  - Ermengarda de Gavaldà
  - Felipa de Gavaldà
  - Bertran II, comte de Gavaldà (980 - 1038)
- De Ramon (V) de Tolosa
  - Guillem III de Tolosa, comte de Tolosa
  - Ponç de Tolosa (Ponç II d'Albi) comte d'Albi vers 975/978-987
  - Lutgarda de Tolosa
- De Guillem I de Provença (després del 984, data del matrimoni):
  - Hermengarda de Tolosa (975? - 1033)[13]
  - Toda de Provença (985 ? - ?)
  - Llúcia de Provença (986 ? - ?)
  - Guillem II de Provença (987 - 1019), comte de Provença; aquesta filiació és discutida i alguns historiadors consideren a Guillem com el fill d'Arsenda de Commenge, la primera esposa de Guillem l'Alliberador, i nascut vers 982.[14]
  - Constança d'Arle (986-1032)